# 庫濟緬基 (波爾塔瓦州)
49°8′56″N 33°36′59″E / 49.14889°N 33.61639°E
庫濟緬基（烏克蘭語：Кузьменки）是位於烏克蘭中部波爾塔瓦州裏克雷門丘克區的村莊，處於普肖爾河左岸，分別距離基亞什基1.5公里和克拉馬倫基2.5公里，海拔高度64米，2001年人口60。